# Крейдлин, Григорий Ефимович
Григо́рий Ефи́мович Кре́йдлин (22 мая 1946, Москва — 22 июня 2025, там же) — советский и российский лингвист, специалист по теории русского языка, общей лингвистике, общей семиотике, невербальной семиотике, семантике и синтаксису русского языка, лексикографии, логическому анализу естественного языка, прагматике (в лингвистике; теория речевых жанров), теории диалога, политическому языку, преподаванию русского языка, методике преподавания лингвистики и математики в школе и в вузе. Доктор филологических наук (2000), профессор. Заслуженный профессор РГГУ (2016). Один из авторов «Энциклопедического словаря юного филолога» и «Словаря языка русских жестов».

## Биография
Родился в 1946 году в еврейской семье. В 1969 году окончил отделение структурной и прикладной лингвистики филологического факультета МГУ имени М. В. Ломоносова.
В 1969—1981 годах — научный сотрудник отдела семиотики Института научной и технической информации Академии наук СССР (ВИНИТИ).
В 1978 году в ВИНИТИ защитил диссертацию на соискание учёной степени кандидата филологических наук по теме «Служебные слова в русском языке (семантические и синтаксические аспекты их изучения)» (специальность 10.02.21 — прикладная и математическая лингвистика).
С 1982 года — преподаватель средней школы, гимназии и лицея. Читал курсы на отделении теории и истории мировой культуры (ОТИМК) гимназии 1514 города Москвы; учитель-методист с 1991 года.
Старший преподаватель, затем профессор Российского государственного гуманитарного университета (с 1982).
В 2000 году в МГУ имени М. В. Ломоносова защитил диссертацию на соискание учёной степени доктора филологических наук по теме «Невербальная семиотика в её соотношении с вербальной» (специальность 10.02.19 — общее языкознание, социолингвистика и психолингвистика); официальные оппоненты — доктор филологических наук Т. М. Николаева, доктор филологических наук А. Е. Кибрик и доктор филологических наук И. М. Богуславский; ведущая организация — Сектор общего и теоретического языкознания Института языкознания РАН.
С 2002 года — профессор кафедры русского языка Института лингвистики РГГУ.
Читал лекции на филологическом факультете НИУ ВШЭ.
Умер 22 июня 2025 года в возрасте 79 лет.

## Научная деятельность
Основные работы выполнены в следующих областях: теория русского языка, общая лингвистика, общая семиотика, невербальная семиотика, семантика и синтаксис русского языка, лексикография, логический анализ естественного языка, прагматика (в лингвистике; теория речевых жанров), теория диалога, политический язык, преподавание русского языка, методика преподавания лингвистики и математики в школе и в вузе.
Читал курсы:
- введение в лингвистику и семиотику, теоретическая и практическая лексикография, невербальная семиотика, семиотика культуры и этика делового общения, теория диалога — основные курсы;
- типология невербальных актов, логический анализ естественного языка (избранные аспекты); знаковые отношения в тексте — специальные курсы.

Руководил аспирантами Института лингвистики, неоднократно оппонировал кандидатские и докторские диссертации. Автор программ и методических разработок по лексикографии, по семиотике, по теории и практике невербальной коммуникации (для аспирантов и докторантов), по теории невербальных актов в их соотношении с вербальными актами.
Выступал с лекциями (Россия, Украина, Казахстан, Финляндия), докладами и сообщениями для школьников, студентов и молодых учёных, участников Летней лингвистической школы и Лингвистического кружка.
Общее число опубликованных научных и научно-методических работ — свыше 200 (из них монографий и учебных пособий — 8).

## Членство
- Международное жестовое общество
- Международная прагматическая ассоциация
- Международная ассоциация славистов-когнитивистов
- Российское семиотическое общество
- Московское лингвистическое общество
- Экспертный совет Российского гуманитарного научного фонда (РГНФ)
- Экспертный совет Российского фонда фундаментальных исследований (РФФИ)
- Учёный совет Института лингвистики РГГУ
- Докторский диссертационный совет при Институте лингвистики РГГУ

## Научные труды

### Монографии
- Крейдлин Г. Е., Шмелёв А. Д. Математика помогает лингвистике: Книга для учащихся. — М. : Просвещение, 1994. — 175 с. (Мир знаний). ISBN 5-09-004370-1
- Крейдлин Г. Е., Кронгауз М. А. Семиотика, или Азбука общения: Экспериментальное учебное пособие для учащихся 5-7-х кл. — М.: Московский институт развития образовательных систем, 1997. — 267 с. ISBN 5-7084-0142-7.
  - 3-е изд. — М.: Наука, Флинта, 2015;
- Крейдлин Г. Е. Невербальная семиотика: язык тела и естественный язык. — М.: Новое литературное обозрение, 2002. — 592 с. ISBN 5-86793-194-3 (Новое литературное обозрение. Научное приложение; Вып. XXXIX);
- Григорьева С. А., Григорьев Н. В., Крейдлин Г. Е. Словарь языка русских жестов. — М.: Языки русской культуры; Вена : Wiener Slawistiscer Almanach, 2001. — 254 с. (Язык. Семиотика. Культура).
- Крейдлин Г. Е. Мужчины и женщины в невербальной коммуникации. — М.: Языки русской культуры, 2005. — 224 с. ISBN 5-9551-0090-3 (Studia philologica. Series minor)

### Статьи
- Жесты глаз и визуальное коммуникативное поведение // Труды по культурной антропологии: Памяти Григория Александровича Ткаченко. М.: Восточная литература; Муравей. 2002, 236—251
- Женское и мужское невербальное интерактивное поведение (межкультурный аспект) // Gender-Forschung In Der Slawistik. Beitrage der Konferenz Gender — Sprache — Kommmunikation — Kultur. 28 Aspril bis 1 Mai 2001. Institut für Slawistik. Friedrich Schiller-Universität Jena. Wiener Slawistischer Almanach. Sonderband 55. 2002, 55 — 68
- Словарь языка русских жестов в его сопоставлении с другими жестовыми словарями // Semiosis Lexicographica, X, Warszawa, 2002, 27 — 45
- Невербальное поведение людей в деловом общении // «Компьютерная лингвистики и интеллектуальные технологии». Труды Международного семинара Диалог’2002 (Протвино, 6—11 июня 2002). В двух томах (под ред. А. С. Нариньяни). Т. 1. Теоретические проблемы. М.: Наука, 2002, 227—240
- Ethics and etiquette in nonverbal signs ('Этика и этикет в невербальных знаках') // Лингвистический беспредел. Сб. статей к 70-летию со дня рождения А. И. Кузнецовой (сост. Т. Б. Агранат, О. А. Казакевич; под общ. ред. А. Е. Кибрика). М.: Изд-во МГУ, 2002, 310—320
- Единицы и категории паралингвистики в их отношении к кинесике) // Языки мира. Типология. Уралистика. Памяти Т. Ю. Ждановой. Статьи и воспоминания (сост. В. А. Плунгян, А. Ю. Урманчиева). М.: Индрик, 2002, 55 — 72
- Мужчины и женщины в диалоге I: невербальные гендерные стереотипы // Компьютерная лингвистика и интеллектуальные технологии. Труды Международной конференции «Диалог» 2003, 11 — 16 июня 2003 г. М.: Наука, 2003, 337—345
- Крейдлин Г. Е., Самохин М. В. Слухи, сплетни, молва — гармония и беспорядок // Логический анализ языка. Космос и хаос (под ред. Н. Д. Арутюновой и Т. Е. Янко). М.: Языки русской культуры, 2003
- Russian Gestures and Russian Phraseology I (types of lexical information and the structure of lexical entries in the Dictionary of Russian gestures) // R. Posner (ed.) Body, Sign, Culture (Proceedings of The International Symposium on The Semantics and Pragmatics of Everyday Gestures). Berlin, 2003
- The Semantics and Pragmatics of Russian Gestures: Acts of Touching and Russian Verbs of Touching // Gestures: meaning and use. Papers for the First International Conference on Gestures: Gesture, Meaning and Use. Universidade Fernando Pessoa, Oporto, Portugal, 2003
- Невербальный этикет: невербальные приветствия и прощания // Московский лингвистический журнал, т. 7, № 2, 2003, 53 — 66
- Невербальные приветствия и прощания (семиотические акты и жесты) // Вопросы русского языкознания. Вып. XI. Аспекты изучения звучащей речи. Сборник научных работ к юбилею Елены Андреевны Брызгуновой. М.: изд-во МГУ, 2004, 323—334
- Крейдлин Г. Е., Летучий А. Б. Тело в русском языке и русском языке жестов I: репрезентация плеч в разных семиотических кодах // Международный конгресс исследователей русского языка. Русский язык: исторические судьбы и современность. Труды и материалы. Москва, МГУ, 18 — 21 марта 2004 г., 121—122
- Крейдлин Г. Е., Летучий А. Б. Языковая концептуализация частей тела в русском языке (на примере плеч). // Сокровенные смыслы: Слово. Текст. Культура. Сб. статей в честь Н. Д. Арутюновой / отв. ред. Ю. Д. Апресян. М.: Языки русской культуры, 2004, 128—136
- Невербальные элементы в речи русских эмигрантов в Финляндии // Жанр интервью: Особенности русской устной речи в Финляндии и Санкт-Петербурге (Сб. статей под ред. М. Лейнонен). Slavjanskaja filologija. Slavica Tamperensia VI. Tampere (Финляндия), 2004
- Вербальный и невербальный акты подбадривания // Семантика и прагматика языковых единиц. Сборник трудов к 45-летию научной и педагогической деятельности О. П. Ермаковой (отв. ред. А. Н. Еремин). Калуга: КГПУ им. К. Э. Циолковского. 2004, 187—193
- Nonverbal Semiotics, Culture and Gender Styles // Les Signes du Monde: interculturalité & globalization. 8éme Congrés de l’Association Internationale de Sémiotoque. Résumés. Lyon 7-12 juillet 2004, Lyon, 2004, 284—285
- Мужчины и женщины в диалоге IV (проблемы реконструкции невербального поведения) // Компьютерная лингвистика и интеллектуальные технологии. Труды Международной конференции «Диалог» 2003, 11 — 16 июня 2003 г. М.: Наука, 2004
- Крейдлин Г. Е., Морозова Е. Б. Внутриязыковая типология невербальных единиц: бытовые поклоны // Вопросы языкознания, 2004, № 4.
- Невербальный контроль в устном интерактивном общении // Когнитивные стили коммуникации. Теории и прикладные модели. Доклады международной конференции. 20 — 25 сентября 2004. Крым, Партенит, 2004, 83 — 85
- Невербальные гендерные стереотипы: культурно универсальное и культурно специфичное // Языковые значения. Методы исследования и принципы описания (памяти О. Н. Селиверстовой). М.: МГПУ, 2004, 133—144
- Мужчины и женщины в диалоге II: невербальная агрессия как тип поведения // Московский лингвистический журнал, т. 7, № 2, 2005
- Мужчины и женщины в невербальной коммуникации III: культурно-универсальные и культурно-специфичные особенности невербального коммуникативного поведения // Доклады Третьей международной конференции «Гендер: язык, культура, коммуникация» 27-28 ноября 2003 г., Московский государственный лингвистический университет (МГЛУ), М.: изд-во МГЛУ, Лаборатория гендерных исследований, Институт «Открытое общество» (Фонд Сороса), 2004.
- Мужчины и женщины в коммуникации V: гендерный аспект кинесики // Вопросы филологии, 2004
- Крейдлин Г. Е., Летучий А. Б. Семантическая структура слова плечи и его производных (на примере плеч) // Московский лингвистический журнал, 2005
- Язык жестов // Энциклопедический словарь юного филолога. 2-е изд. М., 2005.
- Мужчины и женщины в невербальной коммуникации: эмоциональный аспект // «Эмоции в языке и речи». М.: изд-во РГГУ. 2005, 282—300
- Мужчины и женщины в невербальной коммуникации: (лексикографический аспект) // Труды VI международной школы-семинара «Лексика, лексикография, терминография в русской, американской и других культурах». Иваново (Россия), 2005
- Невербальный контроль в диалоге: единицы, модели, правила // Труды международной конференции «„Диалог' 2005“: компьютерная лингвистика и интеллектуальные технологии». М., 2005.
- Язык тела и кинесика как раздел невербальной семиотики (методология, теоретические идеи и некоторые результаты) // Тело в русской культуре. М.: Новое литературное обозрение, 2005, C. 19—37.
- Русский язык в школе: мнение лингвистов. Концепция — обязательный минимум — программа (соавторы И. А. Букринская, О. Е. Кармакова, М. А. Кронгауз) // Газета «Русский язык», № 2, 8 — 15 января 2003 г.
- Математика. Пособие для поступающих в РГГУ на факультет теоретической и прикладной лингвистики Института лингвистики. Варианты 2002 г. М., 2003, изд-во РГГУ (соавторы Г. Б. Шабат, Ю. А. Шиханович)
- Новые школьные дисциплины в профильной школе: «Невербальная семиотика» // Профильная школа Москвы: Опыт, проблемы, перспективы. Материалы научно-практической конференции г. Москвы (14 — 15 мая 2003 г.). М.: Научно-исследовательский институт развития образования (НИИРО), 2003, 136—138